# 五ツ海義男
五ッ海 義男（いつつうみ よしお、1922年11月1日 - 2008年8月29日）は、長崎県南松浦郡奈良尾村（現：同郡新上五島町）出身で出羽海部屋に所属した大相撲力士。本名は松竹 義雄（まつたけ よしお）。最高位は東小結。

## 来歴
南松浦郡奈良尾村（現：同郡新上五島町）生まれ。同郷の遠縁には、大関まで昇進した五ツ嶋奈良男がいたため、その縁で出羽海部屋へ入門、1940年1月場所にて本名でもある「松竹」の四股名で初土俵を踏んだ。後に五ツ嶋に因んだ「五ッ海義男」に改名。序ノ口に付いて以来負け越し知らずのままで1943年5月場所で新十両昇進、1944年5月場所では新入幕を果たすなど、昇進が早かった。
小兵・軽量だが抜群の運動神経で、スピードのある突っ張りから右を差してから強烈な掬い投げ・下手投げを繰り出す俊敏・技能的な取り口は、端正な容姿と共に人気が高かった。それでも戦中・戦後の混乱期かつ復興の真っ只中で興行日数も少ない時期だったため、序盤や中盤に4連勝～7連勝しても評判にはならなかった。それでも新入幕の場所では8勝2敗で大きく勝ち越し、1945年11月場所では大関の佐賀ノ花勝巳を切り返しで破る殊勲の星を挙げるなど、上位に対しても十分通用するほどの力量を身に付けた。
その後は幕内上位から中位に留まっており、1949年5月場所では11勝4敗と好成績を収めて技能賞を獲得、次の場所では初めて小結に昇進した。だが内臓疾患を患ったことでこの場所では1勝14敗と惨敗したほか、翌場所（1950年1月場所）も1勝14敗と不本意な成績に終わり、1950年5月場所と9月場所を連続で全休したのを最後に現役を引退した。まだ27歳だっただけに惜しまれた。
引退後は日本相撲協会に残らず、東京都港区で相撲料理店を経営したほか郷里・長崎で下宿屋を営んだ。
2008年8月29日、肺炎のため死去した。85歳没。

## 主な成績・記録
- 通算成績：125勝104敗30休 勝率.546
- 幕内成績：69勝82敗30休 勝率.457
- 現役在位：24場所
- 幕内在位：15場所
- 三役在位：1場所（小結1場所）
- 三賞：1回
  - 技能賞：1回（1949年5月場所）

### その他の記録
- 幕内最多連敗：21連敗（1949年10月場所5日目 - 1950年1月場所10日目） ※2016年1月場所現在でも最多記録[1]。

### 場所別成績
| 1940年 （昭和15年） | （前相撲）         | 東序ノ口15枚目 6–2       | x                       |
| 1941年 （昭和16年） | 西序二段44枚目 8–0 | 東三段目17枚目 7–1       | x                       |
| 1942年 （昭和17年） | 西幕下28枚目 5–3   | 西幕下14枚目 5–3         | x                       |
| 1943年 （昭和18年） | 西幕下5枚目 6–2    | 西十両10枚目 10–5        | x                       |
| 1944年 （昭和19年） | 西十両2枚目 9–6    | 西前頭16枚目 8–2         | 西前頭7枚目 6–4         |
| 1945年 （昭和20年） | x                  | 東前頭2枚目 3–4          | 東前頭4枚目 6–4         |
| 1946年 （昭和21年） | x                  | 国技館修理 のため中止    | 東前頭2枚目 7–6         |
| 1947年 （昭和22年） | x                  | 西前頭筆頭 1–9           | 西前頭7枚目 6–5         |
| 1948年 （昭和23年） | x                  | 東前頭5枚目 5–6          | 東前頭10枚目 7–4        |
| 1949年 （昭和24年） | 西前頭6枚目 7–6    | 東前頭6枚目 11–4 技      | 東小結 1–14             |
| 1950年 （昭和25年） | 東前頭7枚目 1–14   | 西前頭15枚目 休場 0–0–15 | 西前頭21枚目 引退 0–0–0 |
| 各欄の数字は、「勝ち-負け-休場」を示す。 優勝 引退 休場 十両 幕下 三賞：敢=敢闘賞、殊=殊勲賞、技=技能賞 その他：★=金星 番付階級：幕内 - 十両 - 幕下 - 三段目 - 序二段 - 序ノ口 幕内序列：横綱 - 大関 - 関脇 - 小結 - 前頭（「#数字」は各位内の序列） |                    |                          |                         |

### 幕内対戦成績
| 愛知山 | 3 | 2(1) | 明瀬川   | 1 | 0 | 葦葉山 | 1    | 0 | 東冨士 | 0 | 1 |  |  |  |
| 大岩山 | 2 | 1    | 大内山   | 1 | 2 | 大熊   | 1    | 0 | 大ノ海 | 3 | 1 |  |  |  |
| 鏡里   | 3 | 3    | 柏戸     | 3 | 3 | 神風   | 4    | 4 | 清恵波 | 1 | 1 |  |  |  |
| 九ヶ錦 | 2 | 0    | 九州錦   | 2 | 2 | 国登   | 1    | 1 | 高津山 | 1 | 5 |  |  |  |
| 琴錦   | 2 | 3    | 佐賀ノ花 | 2 | 4 | 清水川 | 1    | 2 | 鯱ノ里 | 1 | 1 |  |  |  |
| 立田野 | 1 | 0    | 玉ノ海   | 0 | 1 | 照國   | 0    | 1 | 輝昇   | 1 | 6 |  |  |  |
| 十勝岩 | 5 | 2    | 名寄岩   | 3 | 3 | 羽黒山 | 0    | 6 | 備州山 | 2 | 2 |  |  |  |
| 広瀬川 | 1 | 1    | 藤錦     | 1 | 0 | 双子岩 | 0    | 1 | 二瀬川 | 1 | 0 |  |  |  |
| 二瀬山 | 0 | 1    | 双見山   | 2 | 0 | 不動岩 | 4    | 5 | 三根山 | 1 | 6 |  |  |  |
| 緑國   | 0 | 2    | 緑嶋     | 3 | 1 | 山口   | 2(1) | 0 | 吉葉山 | 0 | 1 |  |  |  |
| 力道山 | 1 | 2    | 若潮     | 4 | 1 | 若瀬川 | 1    | 3 | 若港   | 1 | 0 |  |  |  |